# Spedizione nella Costa d'Oro olandese del 1869-1870
La spedizione nella Costa d'Oro olandese del 1869-1870 fu il risultato della resistenza mossa dal popolo dei Fante che accerchiò i forti assegnati ai Paesi Bassi a seguito del Trattato anglo-olandese della Costa d'Oro del 1867. Per quanto gli olandesi riuscirono a vincere mantenendo sotto il loro controllo la situazione, questo evento fu tra quelli che segnarono la fine inevitabile del dominio olandese nella Costa d'Oro. Senza ricavi consistenti da più di un secolo, il governo dovette cedere alle richieste dei liberali, vendendo la colonia alla Gran Bretagna al contrario dei nazionalisti che desideravano mantenere il possedimento per questioni di prestigio nazionale.

## Antefatto
Il 5 marzo 1867, venne siglata la convenzione tra Gran Bretagna e Paesi Bassi per lo scambio di territori sulla Costa d'Oro in Africa, che prevedeva che tutti i forti della Costa d'Oro ad est di Elmina passassero alla Gran Bretagna, mentre tutti quelli ad ovest passassero ai Paesi Bassi. Questo significava che tutti i forti inglesi a Beyin (Fort Apollonia, poi Fort Willem III), Dixcove (Fort Dixcove, poi Fort Metalen Kruis), Komenda (Fort Komenda) e Sekondi (Fort Sekondi) sarebbero divenuti olandesi. Per questo motivo, la vaporiera Het Metalen Kruis partì dal porto olandese di Texel il 6 novembre 1867, giungendo in Costa d'Oro il 26 novembre di quello stesso anno.
Per dar luogo alle disposizioni del trattato, la nave raggiunse Accra per prendere possesso di Fort Crèvecoeur dagli inglesi. Successivamente, la nave salpò alla volta di Elmina; il passaggio degli altri forti venne ufficializzato da personale preposto. La nave quindi salpò verso Dixcove per assistere al passaggio di proprietà di Fort Metal Cross agli olandesi. Sia questo che il trasferimento di Fort Apollonia si svolsero senza problemi.
Le cose cambiarono quando la nave raggiunse Komenda. La bandiera olandese qui non era stata ancora issata dal momento che i capi locali si opponevano a consegnare il forte agli olandesi, per quanto questo fosse poco meno di una rovina. A Sekondi, tutto si svolse più o meno secondo i piani, lasciando gli olandesi quindi con un solo forte a resisterli. I negoziati anglo-olandesi coi locali non portarono i frutti sperati, e quando il re locale alla fine cedette, venne deposto in quello stesso giorno. I militari olandesi entrarono quindi nel forte con la forza ed il 2 febbraio 1868, la Het Metalen Kruis lasciò Elmina, ponendo sul posto una guarnigione di 20 soldati. Delle schermaglie si ebbero per tutto il mese di febbraio, ma sul finire del mese la pace sembrava ormai ristabilita.

## La crisi degli ostaggi di Komenda e la spedizione punitiva olandese
Le cose peggiorarono il 26 maggio 1869, dodici giorni dopo l'arrivo del nuovo governatore Cornelis Nagtglas, accompagnato da diversi marinai olandesi a bordo della nave da guerra Amstel, facente le veci della Het Metalen Kruis, il quale prese ad ostaggio la popolazione di Komenda. Uno degli ostaggi venne ucciso, mentre il resto dei prigionieri venne trattenuto nel villaggio di Kwassie nell'entroterra. I negoziatori inglesi riuscirono a comprare gli ostaggi per 15 000 gulden di riscatto, ma il sentimento del pubblico nei Paesi Bassi sulla questione fu tale che il primo ministro venne obbligato ad inviare una spedizione punitiva per "castigare" la popolazione di Komenda e Kwassie.
Un'altra nave da guerra, la vice-admiraal Koopman, venne inviata in Costa d'Oro col medesimo proposito. Una forza di spedizione composta da 9 ufficiali, 18 soldati europei e 17 africani si assemblò ad Elmina, ed il re di Equaffo vi aggiunse altri 32 africani e 80 coolie. Nel dicembre del 1869 e nel gennaio del 1870, questa forza giunse nei villaggi di Komenda, Anoema e Kwassie radendoli al suolo. Gli abitanti di questi villaggi, in gran parte, riuscirono a fuggire verso Cape Coast.
Il governo olandese istituì la "Medaglia al Coraggio e Lealtà in Guinea 1869/1870" e la concesse a sette soldati locali che si distinsero per aver combattuto coraggiosamente durante la spedizione.